# Look Who's Talking
"Look Whos Talking!" er en sang fra den svenske musiker og producer Dr. Alban. Den blev udgivet i februar 1994 som den første single fra hans tredje studiealbum Look Who's Talking. Den nåede top 10 på de fleste europæiske hitlister bortset fra Frankrig og Storbritannien.
En CD maxi, der indeholdt fire remix, blev også udgivet.

## Spor
CD single
1. "Look Who's Talking" (short) — 3:13
2. "Look Who's Talking" (long) — 5:22

CD maxi
1. "Look Who's Talking" (short) — 3:13
2. "Look Who's Talking" (long) — 5:22
3. "Look Who's Talking" (stone's clubmix) — 7:14
4. "Look Who's Talking" (stone's eurodub) — 6:16

CD maxi - Remix
1. "Look Who's Talking" (lucky version) — 5:50
2. "Look Who's Talking" (lucky edit) — 3:29
3. "Look Who's Talking" (attitude version) — 10:40
4. "Look Who's Talking" (rascal instrumental) — 6:52

## Hitlister
| Hitliste (1993-1994)                             | Højeste placering |
| ------------------------------------------------ | ----------------- |
| Belgien (VRT Top 30 Flanders)                    | 4                 |
| Danmark (IFPI)                                   | 1                 |
| Finland (Suomen virallinen lista)                | 1                 |
| Frankrig (SNEP)                                  | 17                |
| Tyskland (Media Control Charts)                  | 3                 |
| Irland (IRMA)                                    | 17                |
| Italien (FIMI)                                   | 13                |
| Holland (Dutch Top 40)                           | 4                 |
| Norge (VG-lista)                                 | 4                 |
| Spanien (AFYVE)                                  | 2                 |
| Sverige (Sverigetopplistan)                      | 2                 |
| Schweiz (Schweizer Hitparade)                    | 6                 |
| Storbritannien (The Official Charts Company)     | 55                |
| USA Billboard Hot Dance Club Play                | 11                |
| USA Billboard Hot Dance Music/Maxi-Singles Sales | 50                |
| Østrig (Ö3 Austria Top 40)                       | 3                 |

| Årsliste (1994)               | Placering |
| ----------------------------- | --------- |
| Holland (Dutch Top 40)        | 27        |
| Schweiz (Schweizer Hitparade) | 29        |
| Østrig (Ö3 Austria Top 40)    | 17        |